# Muntenii de Jos
Muntenii de Jos est une commune du județ de Vaslui en Roumanie.